# باشگاه فوتبال اسکلمرسال یونایتد
باشگاه فوتبال اسکلمرسال یونایتد (به انگلیسی: Skelmersdale United Football Club) یک باشگاه فوتبال در شهر اسکلمرسدیل، کشور انگلستان است که در سال ۱۸۸۲ میلادی تأسیس شده‌است.